# Linales
Linales is een botanische naam, voor een orde van tweezaadlobbige planten: de naam is gevormd uit de familienaam Linaceae. Een orde onder deze naam wordt af en toe erkend door systemen van plantentaxonomie.
Het Cronquist systeem (1981) erkende wel een orde onder deze naam, geplaatst in de onderklasse Rosidae, met de volgende samenstelling:
- orde Linales
  - familie Erythroxylaceae
  - familie Hugoniaceae
  - familie Humiriaceae
  - familie Ixonanthaceae
  - familie Linaceae

In het APG II-systeem (2003) worden deze planten geplaatst in de orde Malpighiales.